# Cyperispa
Cyperispa is een geslacht van kevers uit de familie bladkevers (Chrysomelidae).
De wetenschappelijke naam van het geslacht werd in 1957 gepubliceerd door Gressitt.

## Soorten
- Cyperispa hypolytri Gressitt, 1957
- Cyperispa lungae (Gressitt, 1990)
- Cyperispa palmarum (Gressitt, 1990)
- Cyperispa scleriae Gressitt, 1957
- Cyperispa thoracostachyi Gressitt, 1960